# Andreas Bischoff

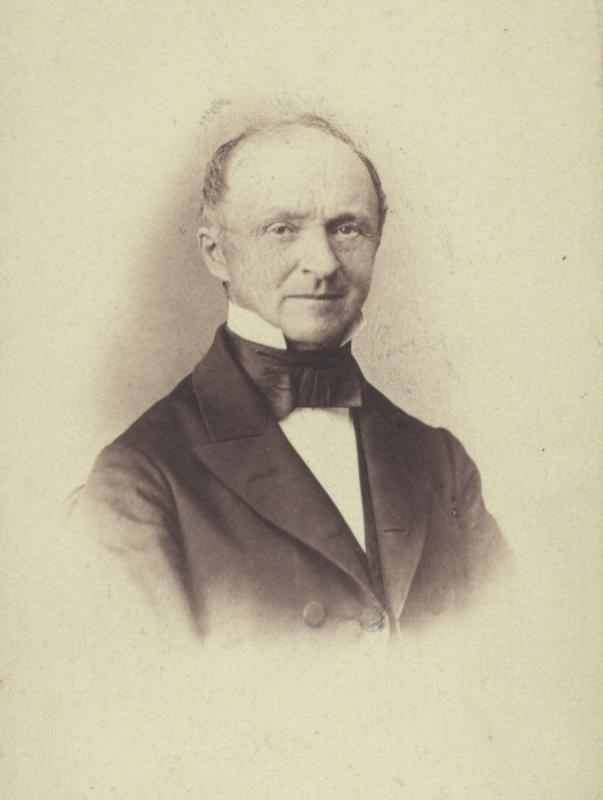
Andreas Bischoff-Ehinger, Porträtfoto von Jakob Höflinger-Hirth (1819–1892)

Andreas Bischoff-Ehinger (* 20. November 1812 in Basel; † 28. Juli 1875 ebenda) war ein Schweizer Kaufmann, Entomologe, Sammler und Mäzen.

## Leben und Werk
Andreas Bischoff war ein Sohn des Tuchhändlers und Stadtrats Andreas Bischoff (1789–1863), der 1812 die jüngste Tochter des Bandfabrikanten Jakob Keller (1759–1824), Maria Magdalena (1792–1872), heiratete.
Bischoff hielt sich ab 1827 für zwei Jahre in Biel auf, um die französische Sprache zu erlernen. 1830 reiste er nach Como, um in einer Tuchfabrik zu arbeiten und die italienische Sprache zu erlernen. 1833 hielt er sich in Aachen auf, wo er lebensgefährlich erkrankte.

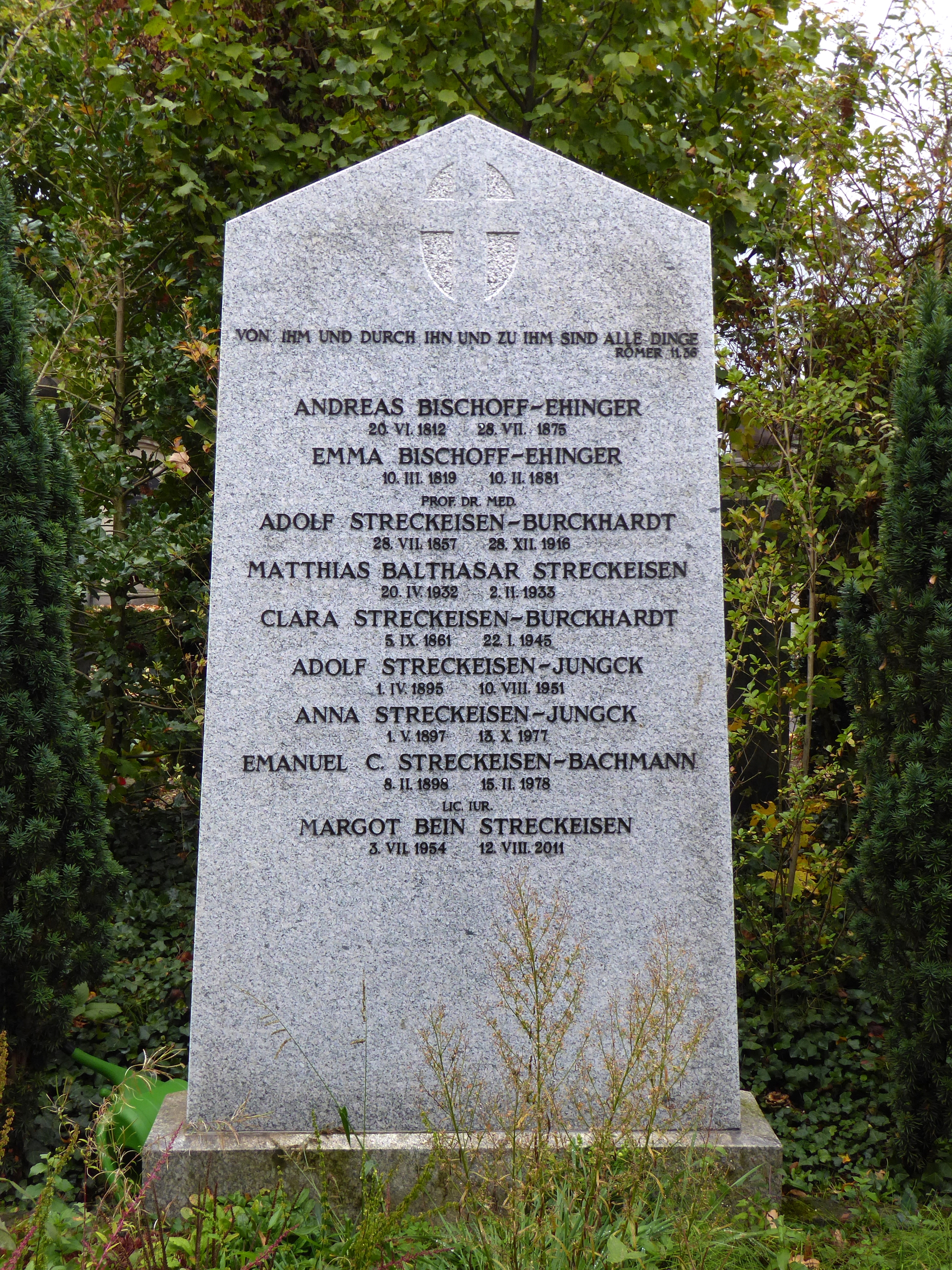
Familiengrab, Wolfgottesacker, Basel

1841 heiratete er Emma, geborene Ehinger (geb. 10. März 1819; gest. 10. Februar 1881). Ihre Schwester Julie (1816–1864) war die Mutter von Emilie Allemandi (1851–1933), die 1869 den Bankier Emanuel Passavant (1843–1922) heiratete.
Mit seinem intimen Freund und Ziehvater Ludwig Imhoff bereiste er 1855 die Alpen des Piemont. Im Val Canaria am Gotthard entdeckte Bischoff einen neuen Dickmaulrüssler aus der Gruppe des Otiorhynchus nubilus. Gustav Stierlin benannte 1858 diesen zu Bischoffs Ehren O. bischoffi. Im gleichen Jahr wurde Bischoff Mitglied der Schweizerischen Entomologischen Gesellschaft. Diese unterstützte er finanziell und war ab 1864 bis zu seinem Tod deren Kassier. Zudem beschenkte er schon zu Lebzeiten grosszügig das Museum in Basel und war Mitglied von zahlreichen Institutionen.
1859 wurde Bischoff Mitglied der französischen entomologischen Gesellschaft. 1865 entdeckte er auf dem Flüelapass einen neuen Fallkäfer der Gattung Cryptocephalus, der vom Monographen Tappes in Paris ihm zu Ehren Cryptocephalus bischoffi benannt wurde.
Ab 1860 lebte Bischoff in Basel an der heutigen Bäumleingasse. 1874 unternahm er zusammen mit Emil Frey-Gessner (1826–1917) und Johann Heinrich Knecht (1839–1900) seine letzte grössere entomologische Exkursion. Wenige Tage nach einer Kur in Bad Weissenburg im Simmental verstarb er an einer Lungenentzündung.
Bischoff fand seine letzte Ruhestätte auf dem Wolfgottesacker in Basel. Im gleichen Grab wurden der Sohn des Carl Streckeisen und spätere Mediziner, Forensiker sowie Hochschullehrer Adolf Streckeisen (1857–1916) und seine Familienangehörigen bestattet.
Bischoffs umfassende Privatsammlung, die mehrheitlich durch Käufe europäischer und exotischer Käfer u. a. bei Jean-Baptiste Deyrolle in Paris und Gustav Kraatz in Berlin zu Stande kam, sowie seine umfassende Bibliothek vermachte er dem Museum in Basel. Heute ist sein Nachlass in den Sammelbeständen des Naturhistorischen Museums Basel integriert.